# Bert Joris
Bert Joris (* 18. Januar 1957 in Antwerpen) ist ein belgischer Jazzmusiker (Trompete, Flügelhorn), Komponist und Arrangeur.

## Leben und Wirken
Joris studierte zunächst klassisches Klavier, Geige und Kontrabass und lernte Trompete ab 14 Jahren. Seine Studien am Konservatorium in Antwerpen brach er ab, als er sich dem Jazz zuwandte. Ab 1978 war er Trompeter im BRT Radio Jazz Orkest unter Leitung von Etienne Verschueren, für das er auch komponierte und arrangierte. Als Solist spielte er sowohl mit großen Big Bands (wie dem niederländischen Metropole Orkest, der European Broadcasting Union Big Band, den Big Bands von NDR und WDR, dem Brussels Jazz Orchestra, der Big Band von Peter Herbolzheimer, der schweizerischen Joe Haider/Mel Lewis Big Band) als auch in kleinen Gruppen von u. a.  Woody Shaw, Sal Nistico, Wolfgang Haffner, Enrico Pieranunzi, Reggie Johnson, Riccardo Del Fra und Michel Herrs European Quintet.
Joris leitet ein eigenes Quartett (mit dem Pianisten Dado Moroni und den Bassisten Rosario Bonnacorso bzw. Philippe Aerts, dem Schlagzeuger Dré Pallemaerts) und ein Sextett mit Roman Schwaller (mit dem Saxophonisten George Robert, dem Bassisten Isla Eckinger, Dado Moroni und dem Schlagzeuger Jimmy Cobb). 1988 erschien sein Debütalbum (Sweet Seventina), dem weitere Alben mit seinem Quartett folgten, etwa 2007 das Album Magone bei Dreyfuss Jazz und zuletzt 2011 Only for the Honest. Auch spielte er mit Joe Lovano („Solid Steps“). Zudem tritt er regelmäßig mit Philip Catherine auf, mit dem er auch auf Tonträger dokumentiert ist. Seine Kompositionen werden z. B. vom Brussels Jazz Orchestra gespielt („The Music of Bert Joris“, 2002 bei De Werf). 2021 legte er mit Enrico Pieranunzi das Duoalbum Afterglow (Challenge Records) vor. 
Seit 1989 ist er Trompetenlehrer an der Swiss Jazz School in Bern, deren Big Band er auch leitet.

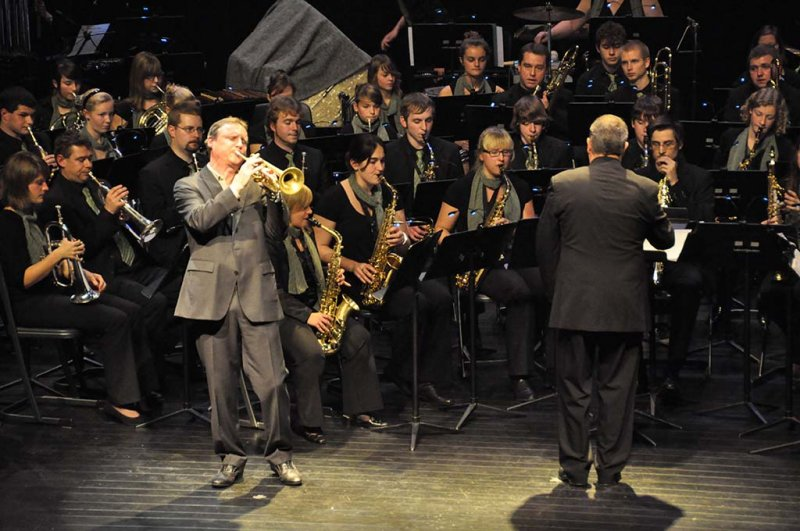
Jazzy Fanfare Sounds mit Solist Bert Joris (2011)

## Preise und Auszeichnungen
1996 erhielt er den Django d’Or (Belgien). 1998 wurde er von belgischen Radiohörern zum besten belgischen Jazztrompeter gewählt.